# 茂木藩

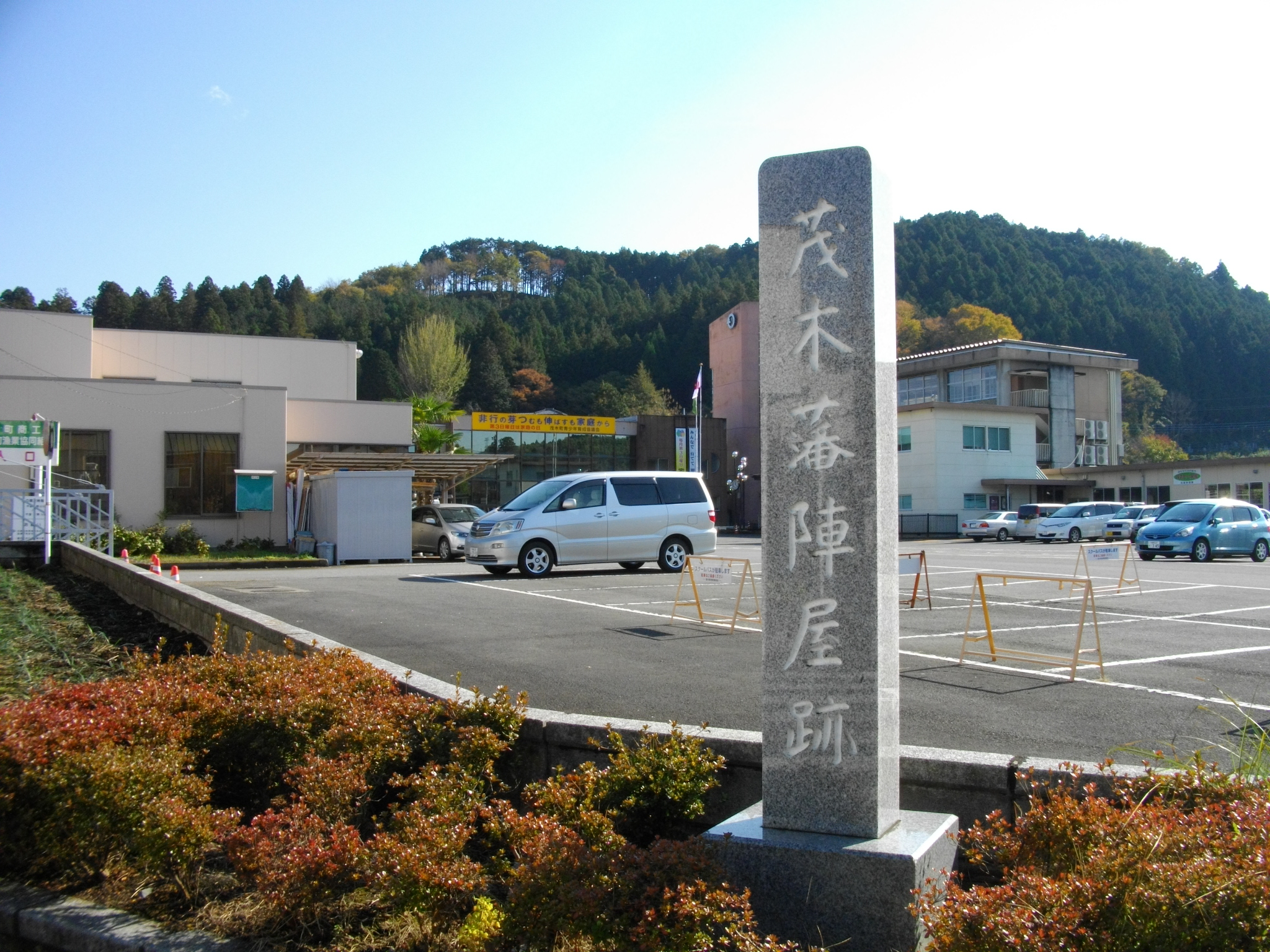
茂木藩陣屋跡

茂木藩（もてぎはん）は、下野国芳賀郡茂木（現在の栃木県芳賀郡茂木町）を居所とした藩。1610年に細川興元が1万石余で入封。1616年に常陸国筑波郡で6200石の加増を受け、のちに新領地の谷田部に居所を移した。居所移転以降は谷田部藩と呼ばれるが、茂木周辺は引き続き細川家が治め、支配拠点として陣屋も残された。明治維新期の1871年に谷田部藩細川家は茂木に藩庁を移すが、同年内に廃藩置県を迎えた。
こうした事情から、谷田部藩と茂木藩は同一の藩の別名という理解もされる。この藩について、主要には谷田部藩を参照のこと。

## 歴史
藩祖は細川藤孝（幽斎）の二男で、細川忠興の弟である細川興元である。慶長15年（1610年）の茂木氏の秋田転封の後をうけ、27か村1万54石で入部した。元和2年（1616年）、興元は大坂夏の陣における軍功により常陸国筑波郡谷田部6200石を加増され、藩庁（陣屋）を谷田部に移す。以後、谷田部藩として存続した。
なお、藩庁を谷田部に移転して以降も茂木に藩主および藩主一族が住したことがあり、『寛政重修諸家譜』の細川興徳の記載に「茂木あるいは谷田部に住し」とある。
明治4年（1871年）2月、谷田部藩主細川興貫は藩庁を茂木に移したが、同年7月には廃藩置県で廃藩となった。この時の茂木藩は、熊本藩の支藩という位置付けであった。

## 歴代藩主
細川家
1万石 外様
1. 興元

廃藩
細川家
1万6200石 外様
1. 興貫

## 茂木県
茂木県は、1871年8月(明治4年旧暦7月)の廃藩置県により茂木藩に代わって設置された県。全国的な府県再編により、同年12月25日（旧暦11月14日）（旧）宇都宮県などと合併し、（新）宇都宮県になる。

## 廃藩直前の領地
旧谷田部藩領のうち他藩に編入された地域を除き、常陸国河内郡4村（旧旗本領）、筑波郡8村（旧旗本領6村、旧幕府領3村）、下野国芳賀郡1村（旧旗本領）が加えた地域。なお相給が存在するため、村数の合計は一致しない。